# Spedizione polare russa del 1900-1902

Percorso della spedizione

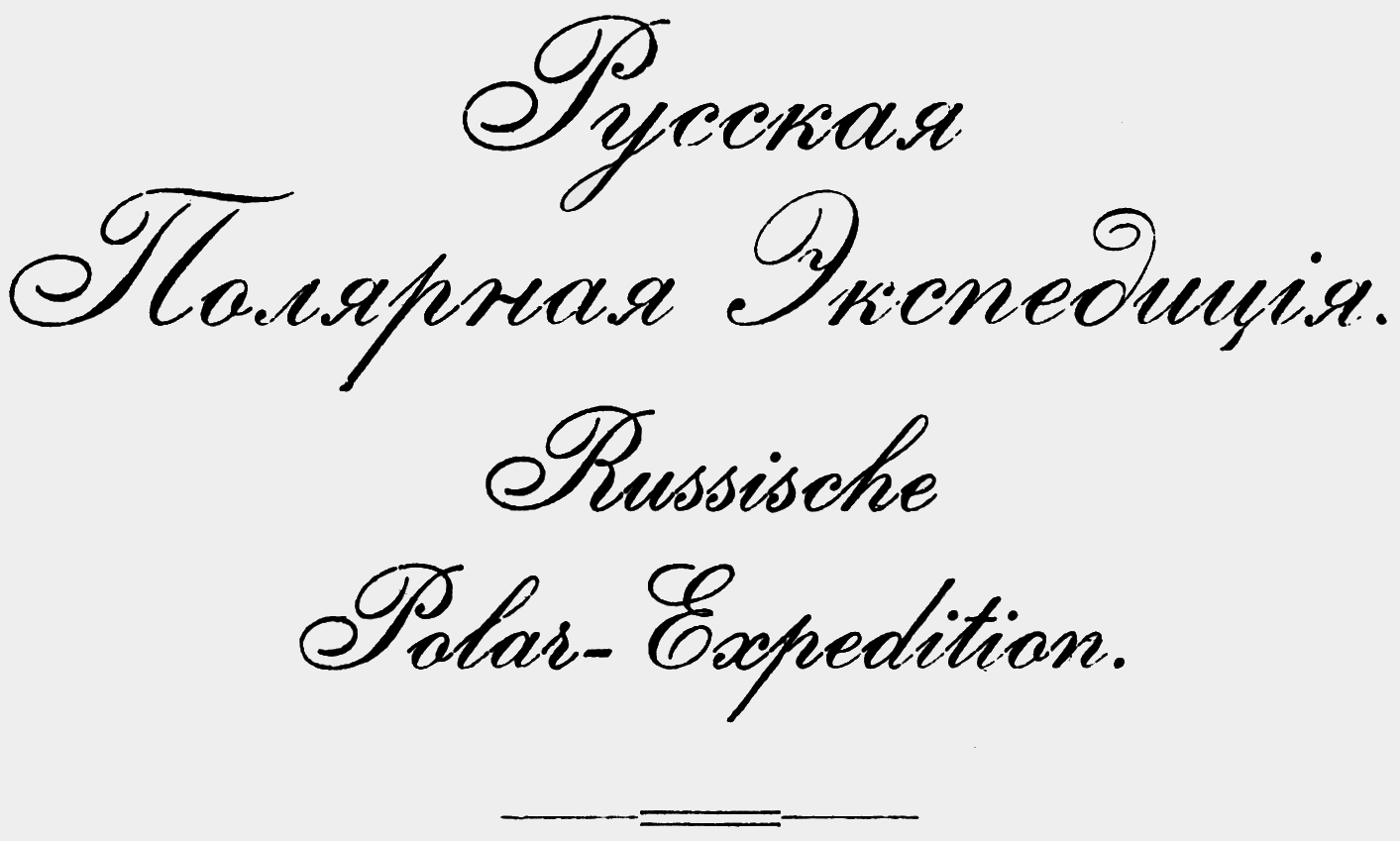
1900-1902

La spedizione polare russa del 1900-1902 fu organizzata dall'Accademia delle scienze di San Pietroburgo, il suo obiettivo principale era quello di studiare parte dell'oceano Artico a nord delle isole della Nuova Siberia e cercare la leggendaria terra di Sannikov. Diventò la prima impresa accademica in Russia nelle acque dell'oceano Artico con una propria nave. La spedizione fu guidata dal geologo russo e esploratore polare barone Eduard Gustav von Toll a bordo della Zarja. L'evento ebbe l'alto patrocinio del presidente dell'Accademia delle scienze, il granduca Konstantin Konstantinovič Romanov.
Toll e tre suoi assistenti sparirono alla fine del 1902 mentre esploravano l'isola di Bennett. Uno dei membri chiave della spedizione fu Aleksandr Vasil'evič Kolčak, allora giovane ricercatore e tenente della Marina imperiale. Kolčak guidò in seguito la missione di soccorso per ritrovare Toll e il suo equipaggio.

## Antecedenti

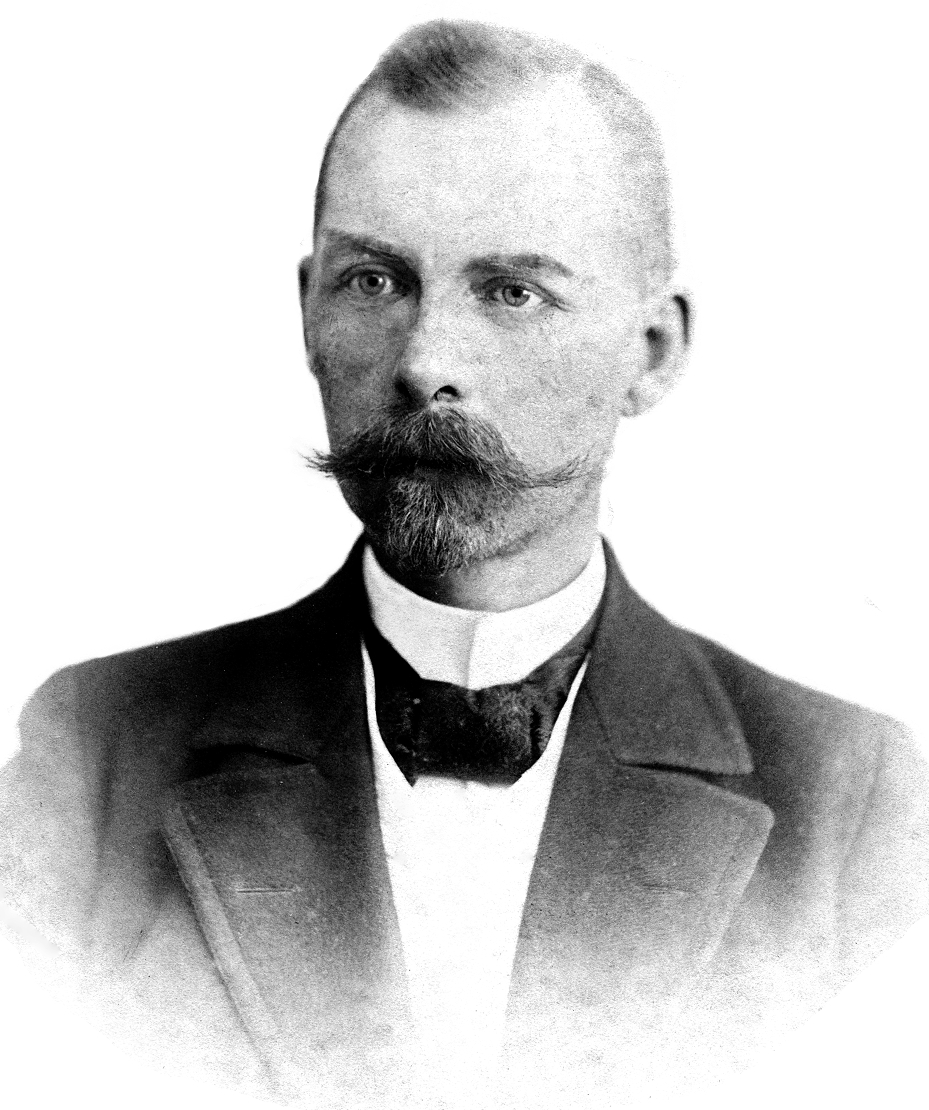
Eduard Gustav von Toll

Durante il periodo 1884-1886, Toll aveva partecipato con Aleksandr Bunge all'esplorazione delle isole della Nuova Siberia e delle coste dell'oceano Artico dalla foce della Lena alla foce della Jana. Toll aveva rinvenuto ossa di mammut sull'isola Kotel'nyj e Bol'šoj Ljachovskij e carbone nella Nuova Siberia. In una giornata limpida, egli aveva individuato, dall'isola di Kotel'nyj, i vaghi contorni di un'isola sconosciuta situata a circa 100 km a nord-est. Credeva che fosse la leggendaria Terra di Sannikov, che da allora era stata segnata sulle mappe da una linea tratteggiata.
Al ritorno dalle isole della Nuova Siberia, nel 1893, Toll iniziò una vigorosa campagna per una spedizione nell'area e convinse l'Accademia delle scienze ad esplorare la zona ad est dell'isola Tajmyr e la potenziale via marittima verso lo stretto di Bering, sostenendo che gli americani perseguivano lo stesso obiettivo. Toll riteneva che gli strati di carbone delle isole della Nuova Siberia si estendessero fino all'isola di Bennett, oltre all'ipotetica Terra di Sannikov. Questo fattore era molto importante da un punto di vista strategico: le navi dirette da Arcangelo a Vladivostok lungo la rotta del mare del Nord avrebbero potuto rifornirsi di carbone nel bel mezzo del loro viaggio, superare la penisola dei Ciukci e raggiungere il porto di Vladivostok senza dover passare dall'Africa. Un sostenitore di questa idea era l'ammiraglio S. O. Makarov.

## Preparativi

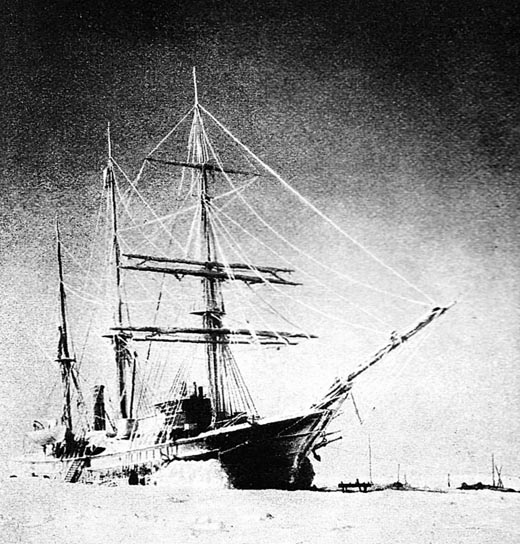
La Zarja

La nave della spedizione era stata costruita nel 1873 in Norvegia e poi utilizzata per la caccia alle foche nei pressi della Groenlandia sotto il nome di Harald Harfager. Era un'imbarcazione a vela con un motore a vapore simile alla Fram e alla SS Vega. Fu acquistata per 60 000 rubli su raccomandazione di Fridtjof Nansen e rinominata in russo Заря (Zarja; in italiano "alba"). Fu inviata al cantiere navale di Larvik perché fosse modificata per affrontare il ghiaccio ed affidata a Colin Archer, il famoso costruttore navale norvegese che aveva progettato e costruito la Fram, la quale era tornata incolume dalla lunga deriva nell'oceano polare nel 1896. L'attrezzatura per gli studi idrologici fu commissionata in Inghilterra, Svezia e Russia.
Toll ebbe un incontro con Nansen dal quale ricevette documenti e materiali sull'Artico siberiano con le coordinate delle singole isole e uno schizzo della baia di Colin Archer (бухта Колина Арчера), fino ad allora sconosciuta, dove gli scandinavi consigliavano a Toll di svernare.
Da Larvik la nave salpò per Kristiania e raggiunse poi San Pietroburgo.
Il 29 maggio, lo zar Nicola II visitò la goletta che si preparava per la partenza e pochi giorni dopo anche il patrono della spedizione, il granduca Konstantin Konstantinovič Romanov, presidente dell'Accademia delle scienze, fece visita alla nave.

## I partecipanti

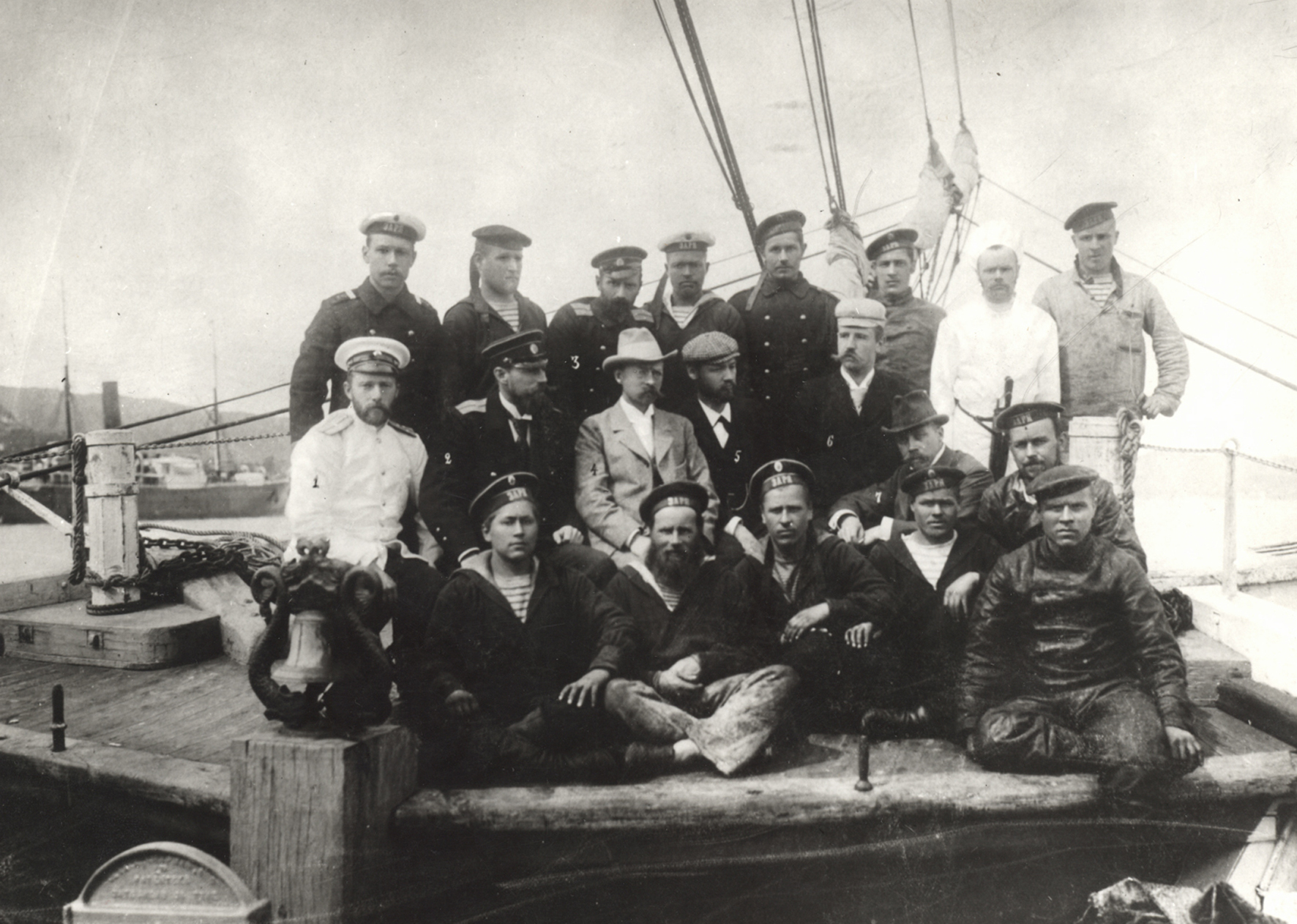
In seconda fila Kolomejcev, Matisen, Toll, Walter, Seeberg e Bjalynickij-Birulja. Nella fila in alto Kolčak (il terzo da sinistra sopra Toll).

Il barone von Toll selezionò personalmente i partecipanti per la spedizione, l'elenco fu approvato dall'Accademia delle scienze nel marzo 1900.
Partecipavano all'unità scientifica della spedizione:
- Il barone Eduard Gustav von Toll - capo spedizione, geologo, zoologo.
- Nikolaj Nikolaevič Kolomejcev - luogotenente, comandante della Zarja. Esperto membro di spedizioni nel mar Bianco, alla foce dello Enisej.
- Fëdor Andreevič Matisen - tenente, vice comandante e ufficiale superiore della nave[8]. Cartografo, mineralogista, meteorologo e fotografo della spedizione.[8][9] Aveva partecipato alla spedizione alle Svalbard nel 1899.
- Aleksandr Vasil'evič Kolčak - luogotenente, secondo ufficiale della goletta Zarja[8], idrografo, idrologo, topografo e cartografo. Aveva navigato nell'oceano Pacifico, condotto studi idrologici e idrochimici nel mar del Giappone e nel mar Giallo, verificando una mappa delle correnti.[10]
- Aleksej Andreevič Bjalynickij-Birulja - zoologo e fotografo, impiegato del Museo zoologico dell'Accademia imperiale delle scienze[11]. Aveva partecipato alla spedizione alle Svalbard nel 1899. Aveva lavorato presso la stazione biologica di Soloveckij e studiato la fauna marina del mar Bianco.
- Friedrich Seeberg - astronomo e magnetologo.
- Hermann von Walter - dottore in medicina, batteriologo e secondo zoologo della spedizione. Nel 1899 aveva partecipato a una spedizione di ricerca vicino alla costa di Murmansk e alla Novaja Zemlja.
- Konstantin Adamovič Vollosovič - geologo (nel 1901).
- O.F. Cionglinskij - studente, esiliato politico.
- Michail Ivanovič Brusnev - ingegnere, esiliato politico.
- V.N. Katin-Jarcev - medico, esiliato politico (in sostituzione del dott. Walter, nel 1901).

L'equipaggio che governava la nave (oltre Kolomejcev, Matisen e Kolčak, che ricoprivano i ruoli di ufficiali di comando) era composto da 13 persone: Nikifor Begičev (nostromo), Vasilij Aleksandrovič Železnikov (timoniere), Eduard Červinskij (secondo pilota), Alexej Semyaškin e Ivan Malygin, poi sostituiti da Stepan Rastorguev (marinaio timoniere e kajur) e Pëtr Strižëv (kajur); inoltre: Ivan Klug, Gavriil Puzyrëv e Trifon Nosov (fuochisti), Eduard Ogrin, Semën Evstifeev, Nikolaj Bezborodov, Sergej Tolstov e Foma Jaskevič (cuoco).

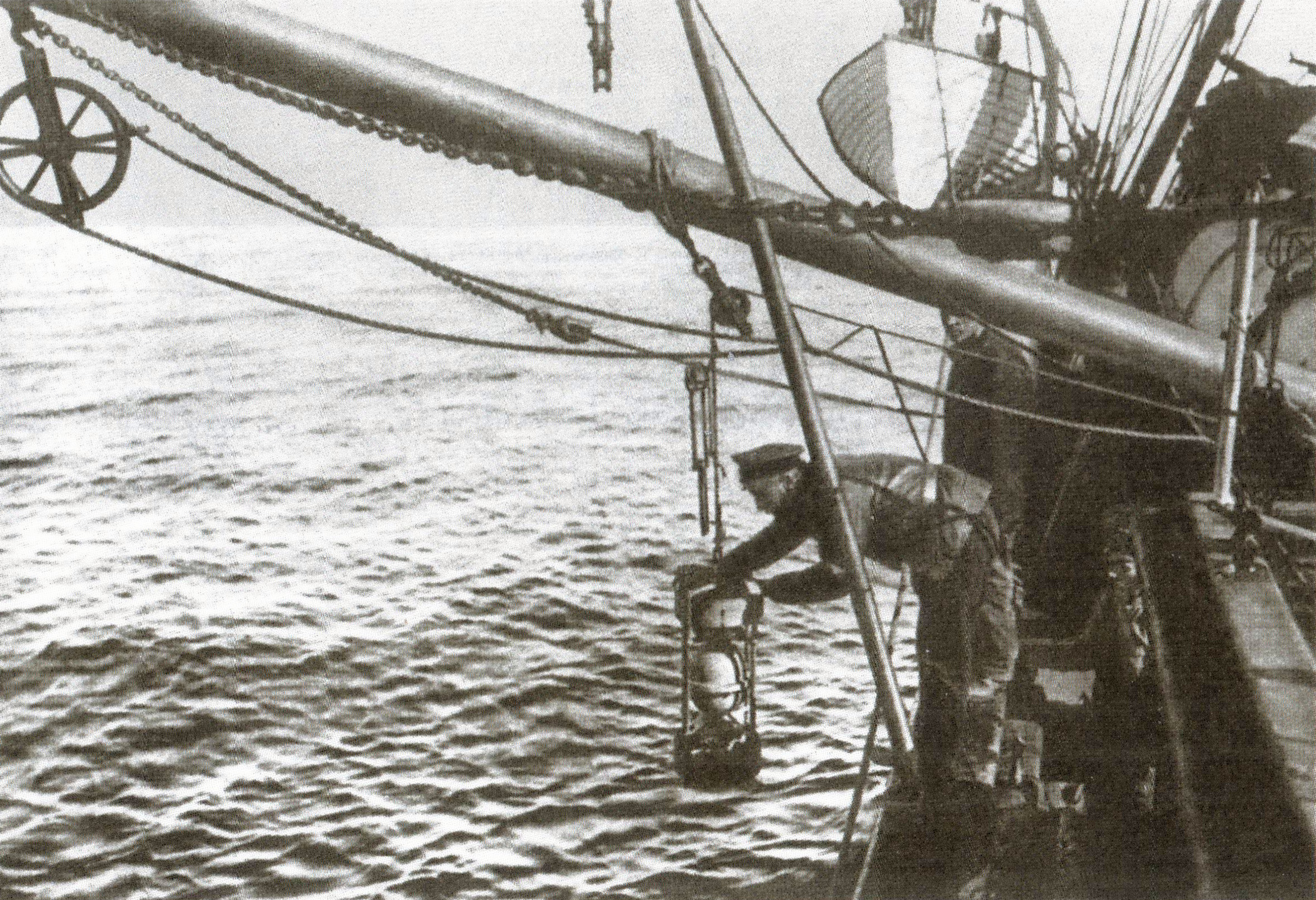
Kolčak durante i rilievi idrografici

## La spedizione

### Prima parte della navigazione
L'8 giugno 1900, la Zarja lasciò San Pietroburgo dirigendosi verso Kronštadt e il golfo di Finlandia. Il giorno dopo aver superato Capo Nord, l'11 luglio 1900, approdò a Poljarnyj per rifornire le sue riserve di carbone. Lì Toll e Kolomejcev ebbero una prima grande discussione sui loro ruoli nella spedizione. Toll trattava i marinai da pari a pari, mentre Kolomejcev manteneva una certa distanza con gli uomini e imponeva dure punizioni per comportamento indisciplinato.. Il capo spedizione e il comandante della Zarja passarono l'intera prima metà della spedizione in un'atmosfera di conflitto.
Il 18 luglio, dopo aver caricato a bordo 60 cani da slitta portati dalla Siberia e aver sostituito due marinai (Ivan Malygin e Aleksej Semjaškin) con due musher, Pëtr Strižëv e Stepan Rastorguev, la nave lasciò il porto e già dal giorno successivo Kolčak e Birulja poterono iniziare i loro rilievi.
Il 22 luglio la Zarja aveva superato la punta nord dell'isola Kolguev e il 25 luglio raggiunse Vajgač, dove Toll aspettava una goletta con un rifornimento di carbone. Tuttavia, la goletta, danneggiata dal ghiaccio, non arrivò. Toll decise di non aspettarla per poter aggirare il più presto possibile il punto più settentrionale dell'Eurasia: capo Čeljuskin. Voleva consentire alla spedizione di esplorare, in inverno, aree poco studiate sulla penisola del Tajmyr orientale. Se non avesse avuto il tempo di completare la navigazione, c'era l'opzione di svernare sul Taimyr occidentale. Ma, come scrisse in seguito Kolčak: «questo caso confermò le notizie ricevute a Tromsø dagli industriali che quest'anno l'oceano Artico è estremamente sfavorevole alla navigazione a causa del ghiaccio.»
Lo stretto di Jugor (Jugorskij Šar) era quasi privo di ghiaccio e il 25 luglio la nave salpò verso il mare di Kara. Tuttavia, la sera, le distese di lastre di ghiaccio diventavano sempre più fitte e, il giorno seguente, la nave finì in una trappola di ghiaccio, da cui fu molto difficile uscire. Furono costretti a deviare dalla rotta sempre più a sud e avvistarono la penisola Jamal.
Il 30 luglio apparvero all'orizzonte i contorni dell'isola di Sibirjakov e poi l'isola di Dikson, dove Toll decise di fermarsi per fare una sosta e pulire le caldaie. Sul posto incontrarono un branco di orsi polari e ne uccisero alcuni per le loro scorte di cibo.
Il 5 agosto la spedizione fece rotta verso la penisola del Tajmyr, la lotta contro il ghiaccio era estenuante e per 19 giorni si trovarono bloccati nel golfo di Middendorff tra campi di ghiaccio e secche. La notte del 3 settembre videro la prima aurora boreale. Dopo aver attraversato lo stretto di Fram, tra l'isola di Nansen e la penisola del Tajmyr, trovarono lo stretto del Tajmyr completamente ghiacciato e la Zarja si trovò bloccata nella baia Colin Archer, lo stesso punto dove si era fermata la Fram nel 1893.

#### Svernamento

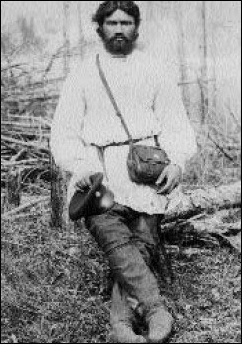
Stepan Rastorguev

Con la Zaja completamente bloccata, fu installata sulla banchisa una stazione meteorologica, usando le vele come pareti. La stazione aveva una connessione telefonica con la nave che veniva utilizzata per inviare risultati di osservazione ogni ora. Contrariamente a Adolf Erik Nordenskiöld e Fridtjof Nansen, che erano riusciti a superare capo Čeljuskin prima di svernare, Toll non riuscì a raggiungere il Tajmyr orientale; questo fatto influenzò l'intero corso della spedizione e alla fine portò al suo tragico epilogo.
Per risparmiare tempo, Toll progettava di aggirare capo Čeljuskin e raggiungere l'est Tajmyr attraversando la penisola sulle slitte trainate dai cani nella primavera del 1901. Questo compito non era possibile senza un rifornimenti lungo la rotta. Decise quindi di organizzare un punto di rifornimento prima dell'arrivo della notte polare. Il 10 ottobre, insieme a Kolčak, Nosov e Rastorguev, lasciò la Zarja su due slitte pesantemente caricate. Il gruppo si spostava per 3-4 ore al giorno, in un clima rigido con temperature esterne inferiori a -30 °C e -20 °C in tenda. Il 15 ottobre raggiunsero la baia Gafner (бухта Гафнер фьорд 78°28′02″N 101°16′15″E) e lasciarono lì una scorta di cibo. Fu una spedizione difficile che diede importanti risultati per la cartografia della zona. Determinarono tra l'altro le coordinate della penisola del re Oscar (полуострова Короля Оскара). Dopo 9 giorni, ritornarono alla base. Il giorno seguente iniziò la notte polare con la luce che durava un paio d'ore al giorno.
La maggior parte dei membri della spedizione passava il tempo a leggere libri sulle stazioni polari. Durante la stagione invernale sorsero nuovi problemi tra Toll e Kolomejcev. Per tre volte Toll mandò Kolomejcev e Rastorguev, in mezzo a forti tempeste di neve e gelo e con una carenza di provviste per persone e cani, alla vana ricerca della foce del fiume Tajmyra, così come del porto di Dikson e Gol'čicha. Dovevano anche organizzare delle riserve di carbone per la Zarja sull'isola Kotel'nyj e l'isola di Dikson, nonché portare la posta alla stazione di Dudinka. Al terzo tentativo, dopo aver fatto 768 km in 40 giorni, lui e Rastorguev raggiunsero Dudinka e arrivarono il 14 maggio 1901 a Gol'čicha. Questi viaggi portarono a correzioni significative delle mappe locali e permisero di correggere sostanzialmente la mappa della penisola del Tajmyr. Kolomejcev, che era stato nel frattempo sollevato dall'incarico e sostituito al comando da Matisen, non avrebbe più fatto ritorno.
In altre spedizioni esplorative verso nord, Toll inviò Matisen e Strižëv, i quali raggiunsero il 77º parallelo nel febbraio dell'anno seguente, e successivamente Matisen e Nosov, che mapparono due nuove isole dell'arcipelago di Nordenskiöld.

#### Spedizione a capo Čeljuskin
Il seguente viaggio, il 6 aprile, verso capo Čeljuskin, Toll decise di affrontarlo insieme a Kolčak, Nosov e Železnikov. A causa della mancanza di cani, tutti e quattro gli uomini tiravano spesso le slitte. Essi non riuscirono a individuare con esattezza il posto di rifornimento vicino alla baia di Gafner, dove avevano lasciato le scorte in autunno, poiché ora era coperto da circa otto metri di neve. Dopo una settimana di scavi abbandonarono i loro tentativi e tornarono esausti alla Zarja il 18 maggio, dopo aver trascorso 41 giorni in condizioni climatiche avverse. I rapporti amichevoli tra Kolčak e Toll si rafforzarono tanto che Toll diede il nome di Kolčak ad una delle isole che scoprirono (isola di Kolčak).

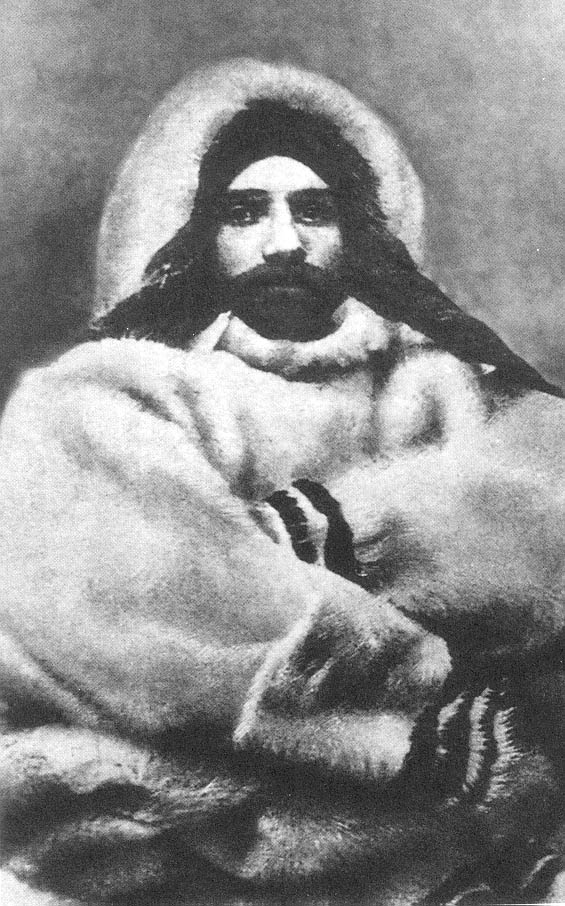
Kolčak durante il primo svernamento nel Tajmyr (1900–1901)

L'escursione servì a rilevare le discrepanze con le vecchie mappe geografiche e l'errore (di circa 1º) nel determinare la latitudine della foce del fiume Taimyra, che era stato il punto di partenza della Seconda spedizione in Kamčatka che ne descriveva le sponde già negli anni 1734-1742; nonché a chiarire la mappa dei dintorni della penisola del Tajmyr di Nansen, fatta dai norvegesi durante il viaggio della Fram.

#### Alla ricerca del fiume Tajmyra
Quando il ghiaccio cominciò a sciogliersi all'inizio di agosto, ma l'uscita dalla baia di svernamento era ancora bloccata, Toll decise di esplorare l'area su un kayak, accompagnato da Seeberg e alcuni marinai. Trovarono la foce del fiume Tajmyra, 100 chilometri più a nord rispetto a quanto mostrato nelle loro mappe. Riuscirono anche a recuperare alcuni dei rifornimenti rimasti nella baia di Gafner. Nel 1974, dopo ben 73 anni alcuni esploratori polari sovietici trovarono i resti di quel deposito. Tra l'altro una latta di 6 kg di avena perfettamente conservata nel permafrost. Toll tornò alla Zarja il 10 agosto, giusto in tempo, poiché dopo solo due giorni il ghiaccio iniziò a spostarsi trascinando la nave verso il mare aperto.

### Seconda parte della navigazione

La rotta della Zarja dopo capo Čeljuskin (in rosso) e il percorso del gruppo di soccorso guidato da Kolčak (in verde)

Lasciata l'isola di Nansen il 17 agosto, doppiarono capo Čeljuskin il 19 agosto. L'evento fu festeggiato; Toll e Kolčak andarono a riva su due barche ed effettuarono misurazioni e rilievi per determinare la latitudine e la longitudine. Salparono dopo aver fatto un saluto in onore di Semën Ivanovič Čeljuskin. La Zarja era la quarta nave dopo la Vega di Nordenskiöld con la sua ausiliaria Lena, e la Fram di Nansen, a doppiare il punto più settentrionale dell'Eurasia.
Dopo la partenza di Kolomeicev, tutti i turni di guardia furono condivisi dai due ufficiali: Matisen e Kolčak. Questo costrinse Kolčak a ridurre il suo lavoro scientifico limitandolo alle misurazioni più essenziali. Dopo aver superato capo Čeljuskin, la Zarja entrava in acque inesplorate. Per ordine di Toll la nave fu diretta verso le coordinate previste della Terra di Sannikov.
A circa 77° 20' di latitudine, vicino all'isola Kotel'nyj, il ghiaccio polare bloccava la navigazione e la visibilità era ridotta a zero. Toll ordinò di puntare sull'isola di Bennett. La raggiunsero il 30 agosto dopo essere stati colpiti da una tempesta e senza avvistare la Terra di Sannikov. L'isola era circondata da una cintura di ghiaccio fino a 12 miglia di larghezza e circa 4 metri di spessore, quindi la nave non poteva raggiungere la riva. Toll decise di tornare all'isola Kotel'nyj, ripercorrendo la stessa rotta, solo un po' più a nord. Toccarono la latitudine 77° 19' senza osservare segni di terra.
Il 3 settembre, la goletta entrò nella baia di Nerpič'ju (губа Нерпичью 75°26′40″N 137°05′24″E) che si affaccia sullo stretto di Zarja, sulla sponda occidentale di Kotel'nyj e, lottando contro il ghiaccio, il vento e le secche, il 5 settembre raggiunse un approdo sicuro all'interno della laguna di Nerpalach (лагуна Нерпалах) dove li attendeva il gruppo di Vollosovič.
Il geologo Vollosovič aveva avuto il compito di studiare i sedimenti quaternari e di organizzare sulle isole della Nuova Siberia un certo numero di punti di rifornimento alimentare per la spedizione polare russa, a sud della loro rotta, in caso di perdita della nave. Il 2 febbraio 1901, Vollosovič era arrivato a Ust'-Jansk e il 28 marzo ed era partito per le isole siberiane con 11 persone su 5 slitte trainate da 14 cani ciascuna e con 20 renne. Il lavoro di sistemazione di 8 punti di rifornimento era stato completato il 2 settembre.

#### Secondo svernamento (1901–1902)

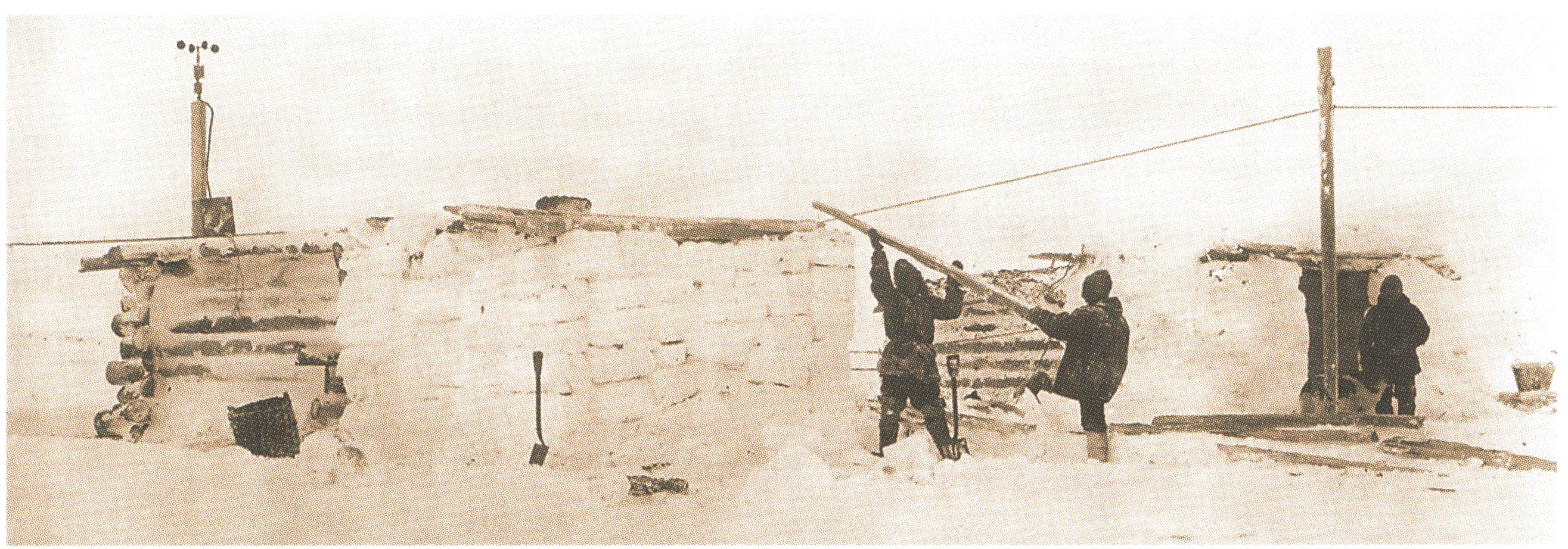
La costruzione di un rifugio temporaneo

Vollosovič fu invitato a trascorrere l'inverno sulla nave per continuare il suo lavoro scientifico l'anno successivo. Il medico di bordo, il dott. Walter morì per un disturbo cardiaco il 21 dicembre 1901.
Bjalynickij-Birulja e Kolčak partirono per esplorare le isole della Nuova Siberia. Il tenente fece osservazioni magnetiche e astronomiche sulle isole e poi tornò alla goletta. Birulja rimase per 3-4 mesi e condusse ricerche ornitologiche e idrobiologiche. Kolčak esplorò l'isola Kotel'ny. Tuttavia, il problema della Terra di Sannikov non era ancora completamente chiuso. Toll decise quindi di inviare Matisen alla ricerca di questa misteriosa terra all'inizio del giorno polare. Se l'avesse trovata o no, si sarebbe dovuto dirigere all'isola di Bennett per trascorrere lì il terzo inverno. Il viaggio era previsto per febbraio-marzo 1902. Nel frattempo, Vollosovič fu colto da nevrastenia e Toll gli permise di andarsene senza aspettare la primavera. Toll stesso andò ad una postazione sul continente per ricevere la posta e tornò alla Zaja il 29 marzo.
Ai primi di febbraio, durante lo svernamento, era arrivato un telegramma dal presidente dell'Accademia delle scienze con l'indicazione di limitare l'esplorazione alle isole della Nuova Siberia e di terminare il viaggio alla foce della Lena. Arrivò anche la notizia che Rastorguev, il quale aveva promesso di tornare sulla nave, era andato alla penisola dei Ciukci con una spedizione americana, firmando un lucroso contratto. Matisen partito in cerca della Terra di Sannikov, fece ritorno il 17 aprile e riferì che, dopo aver percorso 7 miglia dalla foce del fiume Rešetnikov, era stato bloccato da una polinia ed era tornato indietro. Matisen aveva anche visitato l'isola Faddeevskij e la Terra di Bunge.
Alla fine di aprile arrivò il nuovo medico, l'esiliato politico V.N. Katin-Jarcev. Il 29 aprile Birulja andò con tre jakuti sull'isola della Nuova Siberia. Fu incaricato di aspettare che la Zarja lo prendesse lì alla fine dell'estate mentre si dirigeva verso l'isola di Bennett.

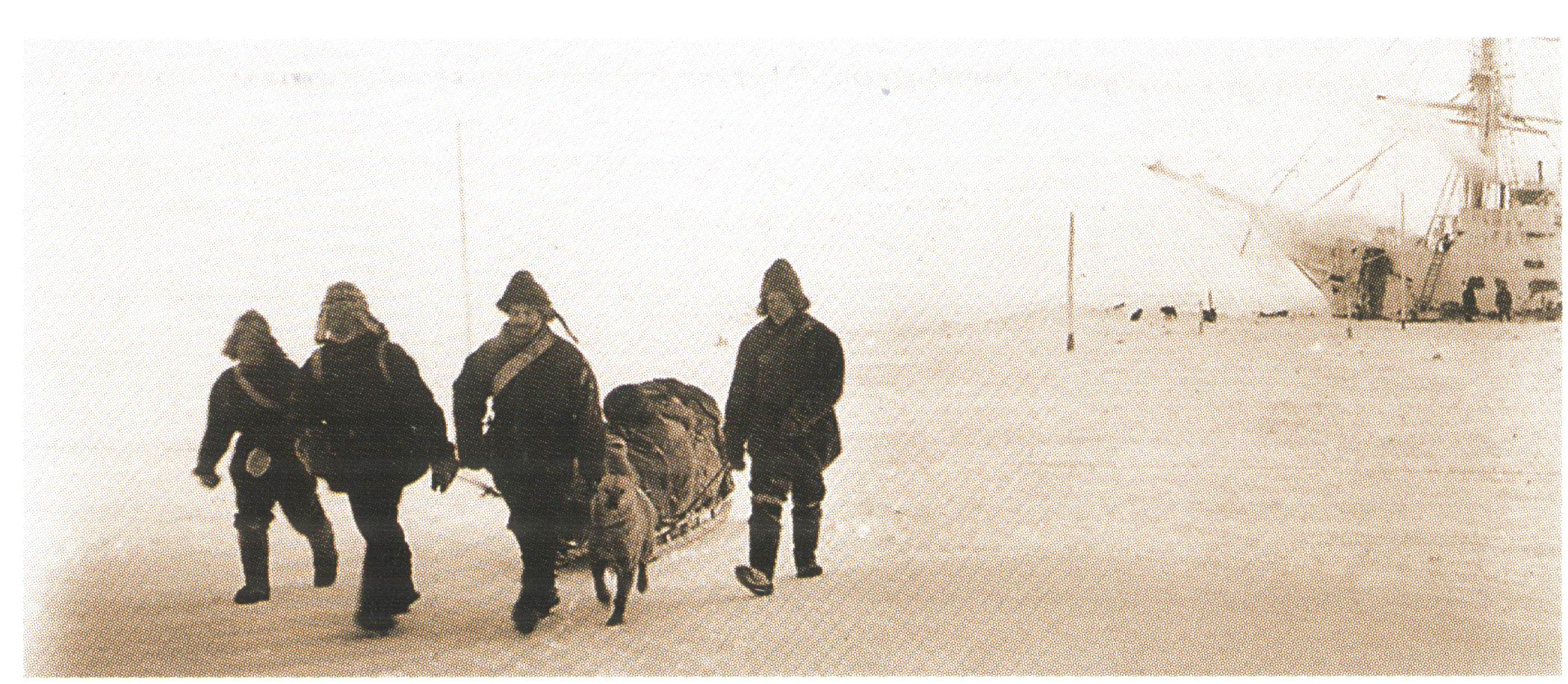
Kolčak (3° da sinistra) parte verso l'isola di Bel'kov

All'inizio di maggio, Kolčak e Strižëv andarono sull'isola di Bel'kov, attraversando lo stretto di Zarja, largo 30 chilometri. A sud di Bel'kov, Kolčak scoprì una piccola isola rocciosa e la chiamò come il suo musher: isola di Strižëv (остров Стрижёва). Ritornati alla base il 12 maggio, Kolčak e Strižëv andarono a studiare per una settimana la parte centrale dell'isola di Kotel'nyj, attraversando la Terra di Bunge fino alla punta meridionale dell'isola Faddeevskij.
La sera del 23 maggio, il barone Toll, l'astronomo Seeberg e due residenti locali lasciarono il luogo di svernamento su tre slitte, portando con loro una scorta di cibo per più di 2 mesi: avrebbe esplorato l'isola di Bennett, precedentemente visitata solo dalla spedizione di De Long nel 1879. Sarebbero arrivati all'isola di Bennet, a capo Emma (мыс Эммы), il 21 luglio. Il viaggio era durato 2 mesi e il cibo si stava esaurendo.

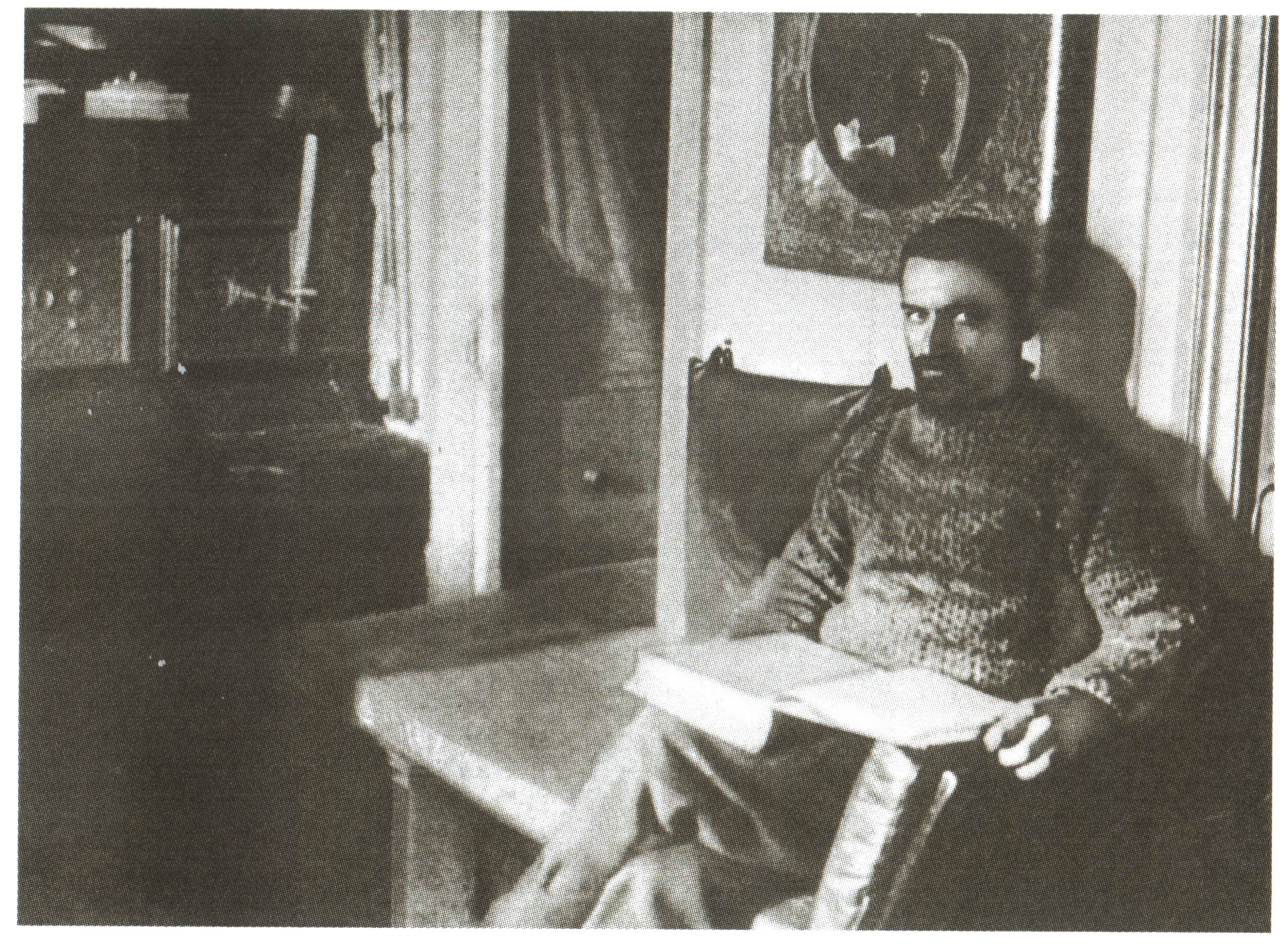
Kolčak sul ponte di comando della Zarja

### Navigazione nel 1902
Il 1º luglio, si tentò di liberare la Zarja dalla morsa del ghiaccio con l'aiuto degli esplosivi, la nave stava andando alla deriva. Quando si concluse il giorno polare, il 31 luglio, la Zarja si trovava vicino alle isole di Ljachov. Il 3 agosto era ritornata nel punto di svernamento.
L'8 agosto, dopo aver effettuato alcuni lavori navali necessari, la spedizione partì in direzione dell'isola di Bennett. La situazione del ghiaccio tuttavia si rivelò ancora più complicata rispetto all'anno precedente: le masse di ghiaccio sulle sponde nord-occidentali e settentrionali delle isole Kotel'nyj, Faddeevskij e Nuova Siberia erano imponenti. Bisognava anche raccogliere il gruppo di Birulja sulla Nuova Siberia. Matisen aggirò le isole da sud e il 16 agosto virò diretto a nord, ma solo per essere bloccato da altro ghiaccio.
Il 23 agosto la nave andò a corto di carbone, e non sarebbe riuscita a fare il viaggio di ritorno se avesse raggiunto l'isola di Bennett che si trovava a circa 90 miglia di distanza. Matisen decise di virare a sud puntando verso la baia di Tiksi, rinunciando a raccogliere Birulja e abbandonando Toll. In seguito Kolčak e molti altri esploratori e storici polari non avrebbero criticato questa decisione, ritenendo che Matisen non avesse altra scelta. Lo stesso Toll aveva lasciato ordine a Matisen di andare a Tiksi quando le riserve di carbone avessero raggiunto i limiti necessari per il ritorno.
Nel frattempo, l'Accademia delle Scienze di San Pietroburgo aveva chiesto al mercante A.I. Gromov, il proprietario della nave a vapore polare Lena, di salvare la parte principale della spedizione offrendogli in cambio la proprietà della Zarja. La Lena sarebbe arrivata il 30 agosto.
Il 25 agosto la Zarja era entrata nel golfo di Buor-Chaja e si era avvicinata alla baia di Tiksi. Non riuscendo a trovare un passaggio sicuro nel delta della Lena, la nave venne lasciata in un punto riparato della baia dietro a una piccola isola che Kolčak chiamò isola di Brusnev. Tutti i risultati dei rilievi e le principali attrezzature vennero caricati sulla Lena. Michail Brusnev rimase nel villaggio di Kazač'e (Казачье) in attesa di Toll; se egli non fosse apparso entro il primo febbraio, avrebbe dovuto dirigersi alla Nuova Siberia.
La Lena partì il 2 settembre ma incontrò molte secche e alla fine si arenò. A causa della quantità limitata di cibo, fu necessario razionarlo. Durante il viaggio, Nikolaj Bezborodov sparò accidentalmente a Trifon Nosov, che in seguito morì di sepsi. La nave raggiunse Jakutsk il 30 settembre e i membri della spedizione partirono per Irkutsk a cavallo. Kolčak raggiunse San Pietroburgo ai primi di dicembre dove iniziò subito a preparare una spedizione per salvare il gruppo di Toll.

#### Il destino dei gruppi di Toll e Birulja

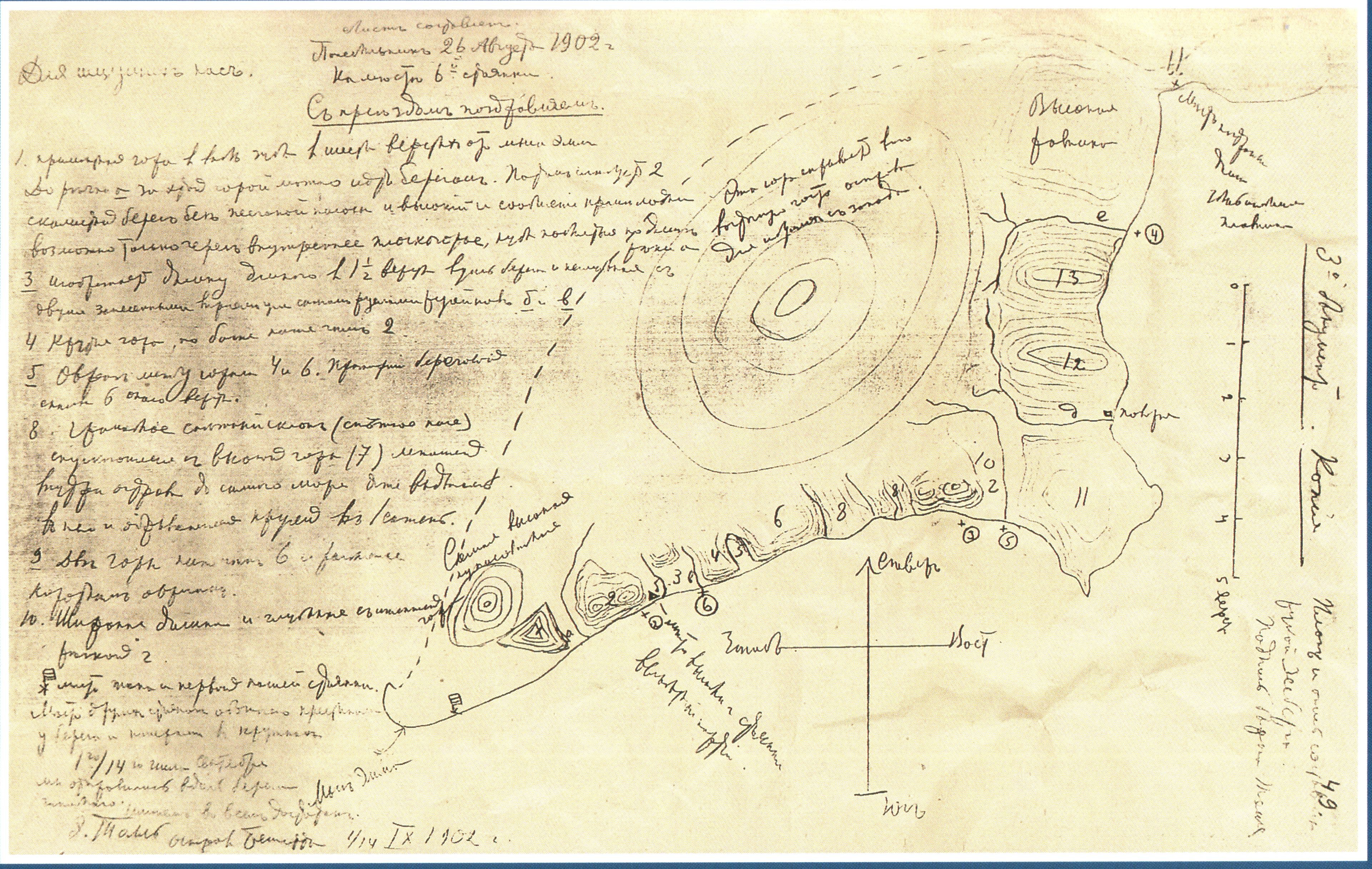
Una delle note di Toll sull'isola di Bennett

Il 21 luglio 1902, arrivando all'isola di Bennett, Toll si trovò di fronte a un dilemma: impostare un campo base e dedicarsi alla caccia per rifornire le sue scorte di cibo, oppure fare affidamento sull'arrivo della Zarja e procedere con le esplorazioni. Toll scelse la seconda opzione. Lasciò documenti con le misurazioni dell'isola (superficie di circa 230 km², elevazione di 457 m s.l.m.). Descrisse la struttura geologica e notò la presenza di ossa di mammut e altri animali quaternari. La fauna comprendeva orsi, trichechi e una mandria di 30 renne, con stormi di uccelli che volavano da nord a sud. Cacciarono renne e orsi per procurarsi il cibo, ma non ne conservarono le carni. Quando fu chiaro che lo Zarja non sarebbe arrivata, il gruppo era già a corto di munizioni, e le renne avevano già lasciato l'isola. Il 26 ottobre 1902, il gruppo si spostò dall'isola verso sud. Kolčak avrebbe trovato una nota di Toll che diceva:
«Partiamo oggi per il sud. Abbiamo rifornimenti per 14-20 giorni. Tutto bene. 26 ottobre 1902.»
Non venne trovata alcuna traccia del gruppo di Toll da nessuna parte. Apparentemente, erano morti durante il viaggio attraverso il ghiaccio dall'isola di Bennett alla Nuova Siberia.
Il gruppo di Birulja, senza aspettare l'arrivo della Zarja, aveva costruito un riparo sulla costa occidentale dell'isola della Nuova Siberia e nel novembre del 1902, quando finalmente il ghiaccio si era compattato, erano passati in sicurezza dall'isola al continente, arrivando a Kasač'e all'inizio di dicembre.

## Risultati e valore scientifico della spedizione
La spedizione costituisce un esempio di descrizione e misurazioni esaurienti e sistematiche delle caratteristiche geografiche e delle profondità delle regioni artiche. Furono scoperte ed esplorate diverse isole e venne compilata una mappa accurata della penisola del Tajmyr e dell'isola Kotel'nyj. 
I risultati scientifici della spedizione hanno riguardato la meteorologia, l'oceanografia, il magnetismo terrestre, la glaciologia, la geografia fisica, la botanica, la geologia, la paleontologia, l'etnologia e le osservazioni dell'aurora boreale. Ci sono voluti 10-15 anni per elaborarli e pubblicarli nel bollettino dell'Accademia russa delle scienze e nelle carte nautiche.